# Zbojštica
Zbojštica (cyr. Збојштица) – wieś w Serbii, w okręgu zlatiborskim, w mieście Užice. W 2011 roku liczyła 167 mieszkańców.